# Joscelin
Joscelin ist ein männlicher Vorname.

## Herkunft und Bedeutung
Der Name ist die normannische Variante von Jocelyn.
Varianten sind Joselyn, Joslyn, Jocelin, Josceline, Josslyn, Joss (englisch), Josselin, Joceline, Jocelyne, Josseline (französisch).

## Bekannte Namensträger
- Joscelin de Montoiron († 1190), Vizegraf von Châtellerault und Kreuzfahrer
- Joscelin Yeo (* 1979), singapurische Politikerin, Autorin und ehemalige Weltklasseschwimmeri